# Смоленськаеротранс
Смоленськаеротранс — чартерна авіакомпанія, що базується в Смоленську, Росія, яка спеціалізується на авіаційних роботах, але також перевозить вантажі

## Флот
Станом на вересень 2005 року у флоті авіакомпанії значилися такі повітряні судна:
| Тип літака    | Активний | Примітки |
| ------------- | -------- | -------- |
| Мі-2          | 4        |          |
| LET L-410 UVP | 1        |          |